# Aphelandra garciae
Aphelandra garciae är en akantusväxtart som beskrevs av Emery Clarence Leonard. Aphelandra garciae ingår i släktet Aphelandra och familjen akantusväxter. Inga underarter finns listade i Catalogue of Life.